# Биг Стоун Гап (Вирџинија)
Биг Стоун Гап (енгл. Big Stone Gap) град је у америчкој савезној држави Вирџинија. По попису становништва из 2010. у њему је живело 5.614 становника.

## Демографија
Према попису становништва из 2010. у граду је живело 5.614 становника, што је 758 (15,6%) становника више него 2000. године.
| Група             | 2000.         | 2010.         |
| Белци             | 4.536 (93,4%) | 4.393 (78,3%) |
| Афроамериканци    | 214 (4,4%)    | 1.017 (18,1%) |
| Азијати           | 22 (0,5%)     | 16 (0,3%)     |
| Хиспаноамериканци | 29 (0,6%)     | 94 (1,7%)     |
| Укупно            | 4.856         | 5.614         |